# Kluet Utara
Kluet Utara (indonez. Kecamatan Kluet Utara) – kecamatan w kabupatenie Aceh Selatan w okręgu specjalnym Aceh w Indonezji.
Kecamatan ten znajduje się w północnej części Sumatry, nad Oceanem Indyjskim. Od północy graniczy z kecamatanami Pasie Raja i Kluet Tengah, od wschodu i południowego wschodu z kecamatanem Kluet Timur, a od południa z kecamatanem Kluet Selatan. Przebiegają przez niego drogi Jalan Lintas Barat Sumatrea i Jalan Tapaktuan Subulussalam.
W 2010 roku kecamatan ten zamieszkiwało 22 151 osób, z których 4194 stanowiło ludność miejską, a 17 957 ludność wiejską. Mężczyzn było 10 911, a kobiet 11 240. 21 994 osoby wyznawały islam.
Znajdują się tutaj miejscowości: Alur Mas, Fajar Harapan, Gunong Pulo, Gunung Pudung, Jambo Manyang, Kampung Paya, Kampung Ruak, Kampung Tinggi, Kedai Padang, Kotafajar, Krueng Batee, Krueng Batu, Krueng Kluet, Limau Purut, Pasi Kuala Asahan, Pasi Kuala Bau, Pulo Ie I, Pulo Kambing, Simpang Empat, Simpang Lhee, Suaq Geuringgeng.